# Moraia
Moraia là một chi nhện trong họ Pholcidae.